# Bärra Andersson
Bärra Andersson, född 1951, är en svensk komiker. Han är styvfar till komikern Måns Nilsson.
Andersson utgör ena halvan ("Thure") av humorduon Bröderna Lagerståhl, vilken slog igenom i Radio AF. Han har också bland annat spelat och medproducerat friluftsteater under tre säsonger i Pildammsparken i Malmö och gjort gästframträdanden i TV-programmen Anders och Måns, Tequila, Pang på Rödbetan samt många framträdanden i lokal-TV.
Bärra Andersson har förutom revyer och skivinspelningar också gjort ett stort antal krogshower som ena halvan av Bröderna Lagerståhl, varietésamarbete med Toni Rhodin och Sven Bornemark, ett antal julshower samt cabaréer.
Andersson är en av grundarna till Nya Franska Teatern och arbetade tidigare som träslöjdslärare.